# Ectogonia fumosa
Ectogonia fumosa är en fjärilsart som beskrevs av George Francis Hampson 1926. Ectogonia fumosa ingår i släktet Ectogonia och familjen nattflyn. Inga underarter finns listade i Catalogue of Life.